# Eo biển Rosario

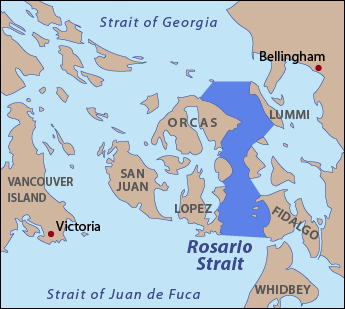
Eo biển Rosario là điểm nối giữa eo biển Juan de Fuca và eo biển Georgia

Rosario là eo biển nằm ở phía Bắc tiểu bang Washington, là ranh giới tự nhiên của quận San Juan. Nó trải dài từ eo biển Juan de Fuca khoảng 23 km (14 dặm) về phía bắc đến eo biển Georgia.
Eo biển này là một tuyến đường hằng hải quan trọng ở Bắc Mỹ, mỗi năm có hơn 500 tàu chở dầu đi qua eo biển này.